# Jaume Pujol i Balcells
Jaume Pujol i Balcells (Guissona, Segarra - 8 de febrer de 1944) és un prevere catòlic català, arquebisbe de Tarragona entre el 2004 i el 2019.

## Estudis
Després de cursar els estudis primaris a Guissona, va estudiar a Pamplona, Barcelona i Roma. Va cursar el doctorat en Ciències de l'Educació a Roma. És doctor en Teologia per la Universitat de Navarra. El cardenal Vicent Enrique i Tarancón el va ordenar prevere a Madrid el 5 d'agost de 1973, incardinat a la Prelatura de la Santa Creu i Opus Dei, de la que n'és membre des de 1961.

## Tasques docents
Va exercir com a professor de Pedagogia Religiosa a la Facultat de Teologia de la Universitat de Navarra. A la mateixa universitat també va dirigir el Departament de Pastoral i Catequesi des del 1976 i l'Institut Superior de Ciències Religioses des de 1997.
Entre les tasques d'investigació destaquen la publicació de 23 llibres i 60 articles en revistes científiques, desenvolupant temes de didàctica i catequesi.
Des de 1992, va compaginar les tasques universitàries amb l'assessorament a la Conferència Episcopal Espanyola en temes d'ensenyament i catequesi.

## Arquebisbe de Tarragona
El dia 15 de juny de 2004 el papa Joan Pau II el va nomenar arquebisbe de Tarragona. La cerimònia de consagració tingué lloc el dia 19 de setembre de 2004, a la Catedral de Tarragona, i el dia 29 de juny del 2005 va rebre el pal·li de metropolità de mans del papa Benet XVI a Roma. De seguida va confirmar tots els càrrecs de la cúria per un període indeterminat. El seu nomenament va estar envoltat d'una certa polèmica perquè alguns sectors de l'Església catalana van considerar que el procés s'havia fet des de Roma i que el nou arquebisbe era un prelat de l'Opus Dei sense cap experiència pastoral a la zona.
De 2005 a 2011 ha estat membre de la Comissió de Seminaris i Universitats de la Conferència Episcopal Espanyola, i des del mes de març de 2005 és membre de la Comissió Episcopal d'Ensenyament i Catequesi de la mateixa Conferència Episcopal.
El divendres 8 d'abril de 2011 va rebre el títol de Fill Adoptiu de la ciutat, concessió que va ser aprovada per unanimitat del ple de l'Ajuntament de Tarragona.
A finals del 2011 va publicar el llibre Records i esperances, de les seves memòries i principals homilies.
Impulsà la celebració de la Beatificació de Tarragona, el nom amb què es coneix la cerimònia de beatificació de 522 màrtirs del segle xx que es va celebrar al Complex Educatiu de Tarragona el 13 d'octubre de 2013. Fou la beatificació més nombrosa de la història de l'Església Catòlica.
El 3 de febrer de 2014 visità juntament amb el director d'Afers Religiosos de la Generalitat la mesquita del carrer Cartagena de Tarragona, el segon oratori islàmic de la ciutat després del que ja disposa aquesta entitat al Polígon Entrevies. Han estat rebuts per Abdelaziz Majdouj, president d'Ar-Risala; Said El Motaki, secretari, i Mohamed El Ghaidouni, president de la Unió de Comunitats Islàmiques de Catalunya (UCIDCAT). Va ser la primera vegada que un prelat visitava una mesquita a Catalunya.
El 7 de febrer de 2019 renuncia al seu càrrec en haver complert 75 anys. El dia 4 de maig de 2019 el Papa Francesc nomenà el prevere gironí Joan Planellas i Barnosell com a substitut seu.

## Declaracions polèmiques
El 23 de gener de 2012 Jaume Pujol va ser entrevistat al programa de TV3 Els matins. Durant aquesta entrevista va declarar que les dones no poden oficiar missa argumentant que "cadascú té una funció" i que "jo tampoc puc fer algunes funcions que fan les dones, no puc portar els fills al món". Pujol també va afirmar que a les dones de la seva església els diu que "A qui més has de cuidar és al teu marit, ell és el més petit de la casa". Tot i així va assegurar que dins de l'església catòlica hi ha total igualtat entre homes i dones. En la mateixa entrevista va declarar que l'avortament és "un gran mal per al nostre país i per a les persones que el fan".
Preguntat per la seva opinió sobre els gais, va dir que "el seu comportament no és adequat per a ells ni per a la societat". Jaume Pujol va demanar perdó l'endemà per les seves declaracions dient que "si algú s'ha sentit ofès, li demano perdó" i demanant que no se'l malinterpretés. Tot i així les declaracions fetes per l'arquebisbe van ser contestades per organitzacions de dins de l'església i de fora.

### Reaccions
L'associació Cristiana de Gais i Lesbianes de Catalunya (ACGIL) va convidar en un comunicat a l'arquebisbe Jaume Pujol a superar l'odi i els prejudicis envers les persones homosexuals. L'associació també va declarar que la visió negativa de Jaume Pujol es deu al fet que "la seva experiència sobre la homsexualitat ha estat mal viscuda o viscuda de forma negativa". El Col·lectiu de Dones en l'Església (CDE) va replicar a Jaume Pujol assegurant per carta que "manifestacions com les seves i altres que paral·lelament fan persones jeràrquiques de l'Església Catòlica fan molt mal i són totalment contràries a la campanya d'evangelització que actualment diuen voler realitzar".
Com a resposta a les declaracions 23 partits polítics, sindicats i organitzacions polítiques van convocar una concentració davant de l'Arquebisbat de Tarragona el dia 2 de febrer per condemnar les declaracions de Jaume Pujol, a la que van acudir "unes setanta persones". L'associació Ex-presos socials va portar una denúncia contra Jaume Pujol a la Fiscalia Provincial de Barcelona per incitació a l'odi i a la discriminació contra els homosexuals amb les seves declaracions.